# Frigg (godin)

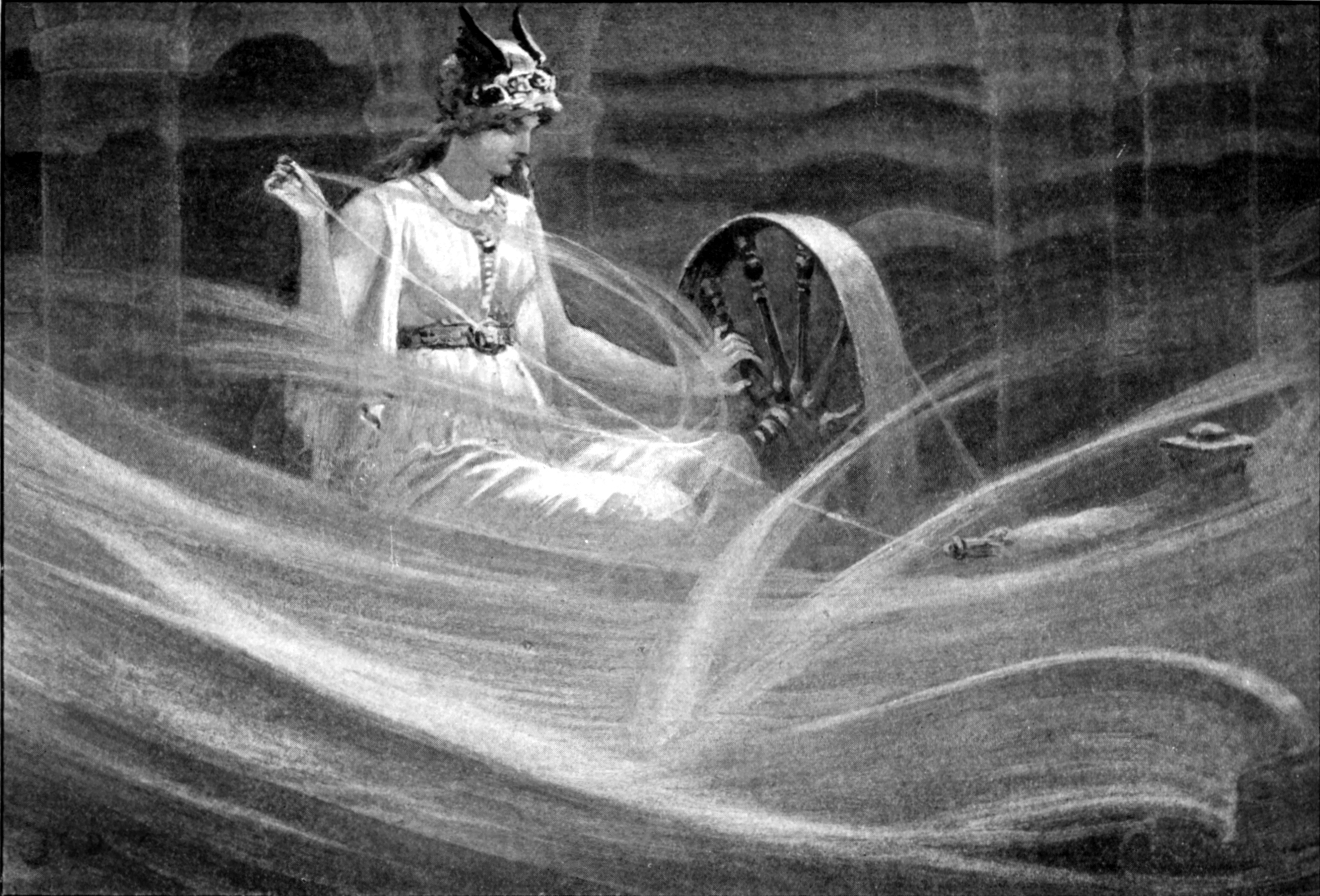
Frigg spint de wolken, illustratie uit 1909

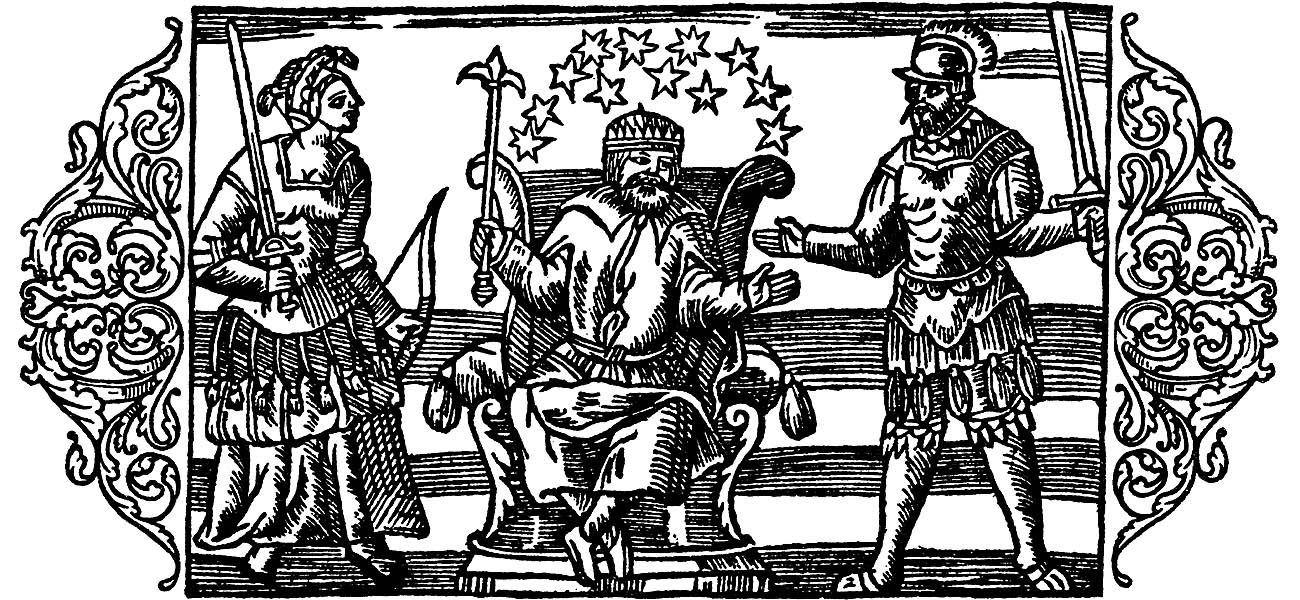
Frigg (met zwaard en boog), Thor en Odin, illustratie uit 1555

Frigg  (Edda's) of Frigga (Gesta Danorum) is een godin in de Noordse mythologie. Ze is een van de asinnen (Oudnoords: Æsir) en echtgenote van Odin. In de Noordse mythologie werd ze de "eerste onder de godinnen" genoemd, en werd ze geassocieerd met het huwelijk en moederschap, en tevens met voorspellingen en helderziendheid (gesymboliseerd door een spintol). Ze woont in het paleis Fensalir ("de hallen in het veenmoeras"). 
In de bredere Germaanse mythologie stond ze vermoedelijk bekend als *Frijjō. Dit is een gereconstrueerde vorm, waarvan de namen Friia (Oudhoogduits en Oudfries), Frige (Angelsaksisch) en Frea (Longobardisch) zouden zijn afgeleid. *Frijjō was godin van de liefde en echtgenote van Wodan. 
In de Noordse mythologie is haar concept mogelijk opgesplitst en verdeeld over twee ogenschijnlijk met elkaar verwante godinnen, namelijk de promiscue Freya, die met Óðr was gehuwd, en de soms onbetrouwbare Frigg, die met Odin was getrouwd. Frigg is de Oudnoordse vorm van de naam Frige, terwijl Freyja een onbepaald naamwoord is dat oorspronkelijk "dame" of "vrouwe" betekende (zoals Fro of Freyr, dat "heer" beduidde).
De bronnen zijn echter schaars en dateren grotendeels uit de  middeleeuwen. Men gaat er van uit dat Frigg de vrouwelijke godin is die wordt afgebeeld op een handvol 6e-eeuwse brakteaten (gouden siermuntjes).van het type B7. De naam Frigg komt verder terug in de weekdag vrijdag, die in meerdere Germaanse talen voorkomt. Freya is daarentegen alleen bekend uit Oudnoordse bronnen. Archeologen veronderstellen dat een verguld amulet uit een vikinggraf in Östergötland, gedateerd op ca. 800 n.Chr., deze laatste godin voorstelt. 
De identificatie van Frigg met de Duitse sprookjesfiguur Vrouw Holle en de sagenfiguur Perchta, zoals Jacob Grimm heeft voorgesteld, werd later door volkskundigen en oudgermanisten bekritiseerd en geldt tegenwoordig als omstreden. In populaire boeken over Germaanse mythologie is hij desondanks vaak te lezen.

## Eigenschappen
Als een van de asinnen (ásynjur) is Frigg de godin of patrones van het huwelijk, het moederschap, de vruchtbaarheid, de liefde en de seksualiteit, de huishouding en de huiselijke kunsten. Dat kenmerkt haar als een moedergodin. 
Haar hoofdfunctie, zoals die in de Noordse mythologische verhalen tot uitdrukking komt, is die van echtgenote en moeder, maar zij heeft er nog meer. Ze heeft de macht over de voorspelling, al zegt ze zelf niet wat ze weet, en zij is de enige die naast Odin op de hoogverheven troon Hlidskjalf mag zitten vanwaar ze een volledig zicht op het universum hebben. Samen met haar man neemt ze mee deel aan de Wilde Jacht (Asgardreid).
Frigg ontraadt Odin om naar Vafthrudnir te gaan, zie Vafþrúðnismál.
De kinderen van Frigg zijn Baldr, Hodr (en in een Engelse bron ook Wecta). Haar stiefkinderen zijn Hermóðr, Heimdall, Týr, Vidar, Váli, en Skjoldr. Thor is ofwel een broer of een stiefzoon van haar. Haar trouwe gezellin is Eir, dokter van de Asen en godin van de genezing.
De diensters van Frigg zijn Hlín (een beschermgodin), Gná (boodschapster godin), en Fulla (een vruchtbaarheidsgodin). Het is niet altijd duidelijk of deze gezellinnen in feite geen aspecten van haarzelf zijn.
Volgens het Lokasenna gedicht is Frigg de dochter van Fjörgyn (mannelijke versie van "Aarde", cf. vrouwelijke aardversie: Thors moeder). Haar moeder is niet bekend in de verhalen die zijn overgeleverd.

## Etymologie
De naam Frigg betekent "liefde" of "geliefde". Het woord is afkomstig uit het Proto-Germaans *frijjō, cf. Sanskriet priyā "dierbare vrouw"). Zij was vermoedelijk in vele culturen uit de noordelijke helft van Europa bekend. Taalkundigen hebben de naam in verschillende talen gereconstrueerd, bijvoorbeeld Zuid-Germaans Frija (waaruit Oudhoogduits Friia en Langobardisch Frea), Friggja in Zweden en Frīg (genitief Frīge) in het Oudengels. In de opera's van Wagner wordt de godin Frika genoemd. Moderne vertalingen veranderen Frigg vaak in Frigga. Vrouw Holle (maakt sneeuw door haar kussen uit te kloppen) en Perchta (controleert het spinnen) worden eveneens als een relict van het Friggconcept beschouwd.
In het Faeröers (de taal van de Faeröer) betekent friggja "het hof maken" (zoals wanneer je iemand ten huwelijk wil vragen). Hiermee wordt opnieuw het verband met huwelijk en huwelijksgeneugten aangegeven. Ons woord "vrijen" komt uit dezelfde verwantschap van taal en betekenis.

## Attributen en verblijf
In Scandinavië staat de constellatie "Orion" bekend als "Friggs spinnewiel of spinrokken" (Friggerock). Sommigen wijzen erop dat dit sterrenbeeld op de hemelequator staat, zodat het draait in de nachtelijke hemel. Dit zou de associatie met het spinnewiel van de hemelgodin kunnen hebben teweeggebracht. Men zegt dat zij de nevels en wolken heeft geweven of gesponnen, zie ook Orionnevel.
De halruimte waar Frigg in Asgaard verblijf houdt is Fensalir. Dat betekent "Moerashallen". Dit kan erop wijzen dat moerassig of modderig land (beginnend land) speciaal aan haar werd toegewijd. Maar daarover is niets definitief bekend. Vergelijk de moerasvrouw en witte wieven.
De godin Sága, die wordt beschreven als samen met Odin drinkend uit gouden bekers in haar hal "Verzonken Banken", zou Frigg kunnen zijn onder een andere naam.
Symbolen geassocieerd met Frigg:
- Sleutels
- Spinrokken
- Spoel
- Maretak

## Mogelijk verband tussen Frigg en Freya
Frigg is de hoogste godin van de Æsir, daar waar Freya de hoogste godin van de Vanir is. De hypothese dat het bij Frigg en Freya oorspronkelijk om dezelfde godin zou gaan, is uitvoerig bediscussieerd.
Sommige auteurs  baseren zich op taalkundige analyses, anderen op het feit dat Freya niet bekend was in Zuid-Europa, maar eerder in het hoge noorden. Op sommige plaatsen werden ze bovendien als dezelfde godin beschouwd, op andere plaatsen als verschillend.
Er zijn gelijkenissen tussen beide:
- Ze hadden allebei een mantel van arendsveren en konden van vorm veranderen
- Frigg was gehuwd met Odin
- Freya was gehuwd met Óðr
- Ze hadden elk een speciaal halssnoer
- Beiden hadden een personificatie van de Aarde als ouder
- Beiden werden aangeroepen bij geboorte (ook wel de weeën en bevalling)

Maar in bepaalde teksten verschijnen ze soms allebei tegelijk.
Loki gedraagt zich onbehoorlijk op het feest van Aegir en maakt ruzie met vele aanwezige goden en godinnen. Hij bespot zelfs Wodan, als een landloper die met spoken speelt, zoals heksen en tovenaars dat doen. Loki beledigt Frigg en Freya, maar hij heeft ontzag voor Thor. Loki vertrekt als zalm, maar vertelt Aegir nog dat zijn bezittingen in vlammen zullen verdwijnen. De Asen kunnen Loki later vangen en binden hem vast.
Een andere benadering is die van een oorspronkelijke triade van deze twee godinnen samen met nog Hnoss of Iðunn. Deze triade is dan geassocieerd met verschillende levensperioden van het vrouwenleven. Maar de invloedsgebieden van Frigg en Freya komen niet helemaal overeen met de invloedsgebieden die men vaak in andere godinnentriades tegenkomt. Dit zou kunnen betekenen dat het bewijs niet zo sluitend is, maar het zou kunnen dat er ons iets belangrijks ontgaat omtrent de noordelijke Europese cultuur in vergelijking met de meer zuidelijke en die van de Kelten.
Ten slotte is er nog een argumentatie dat Frigg en Freya gelijkaardige godinnen uit verschillende pantheons zouden zijn geweest, die eerst tot een enkele godheid zijn samengevoegd, maar waar deze twee godinnen nadien opnieuw van elkaar zijn onderscheiden. Dergelijke visie stemt overeen met de theologische benadering van sommige Griekse, Romeinse en Egyptische godheden uit de laat-klassieke oudheid.

## Afbeeldingen

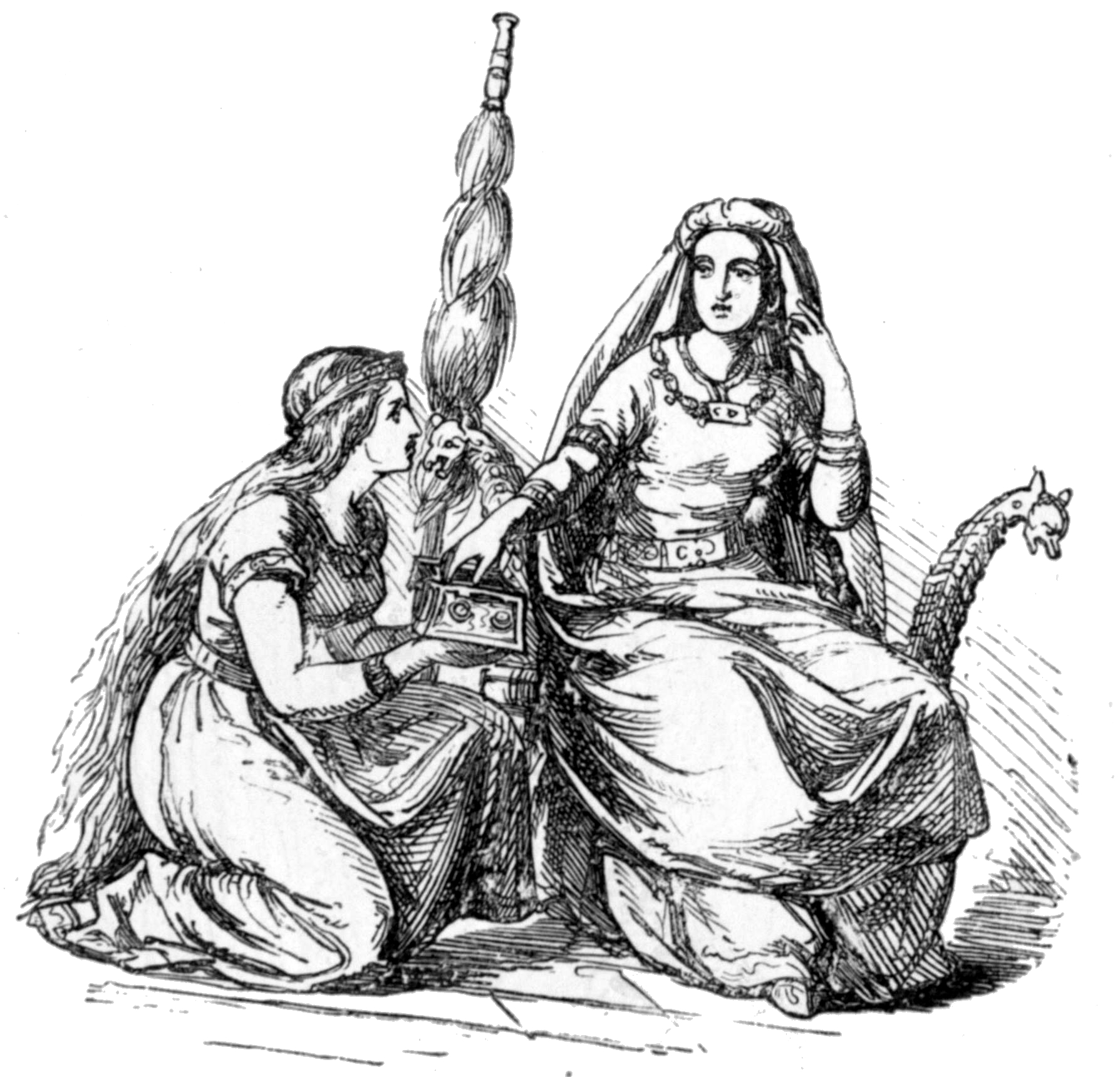
Frigg en Fulla met spinrokken
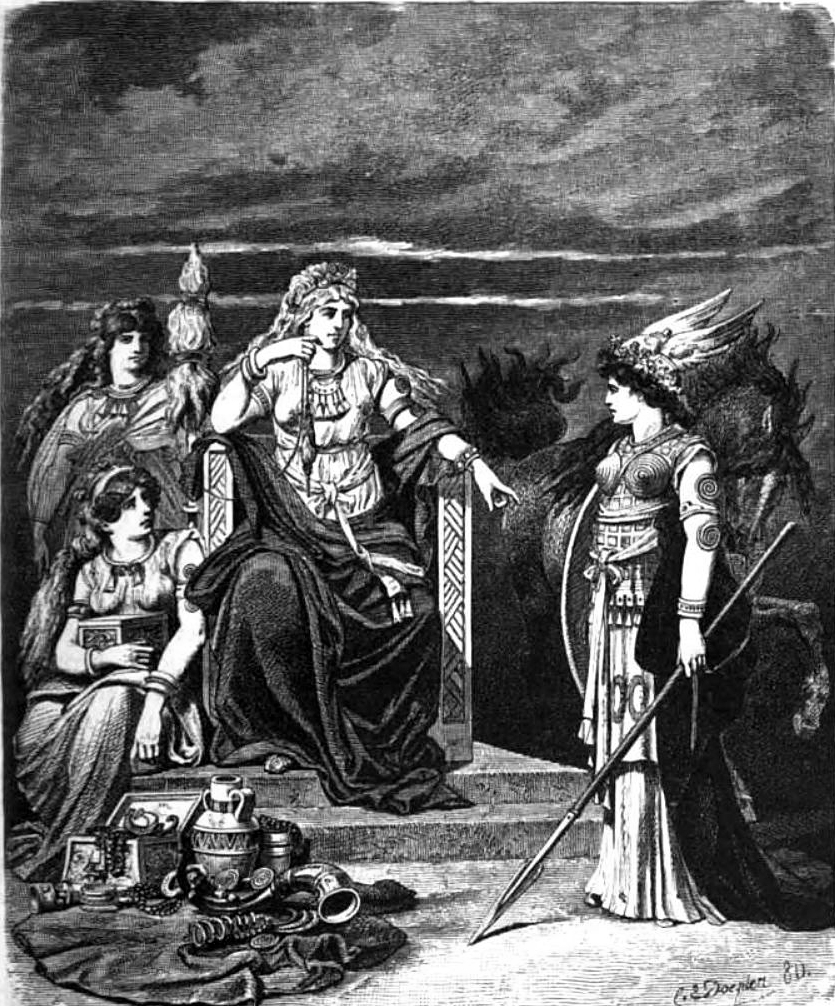
Frigg en haar dienaressen
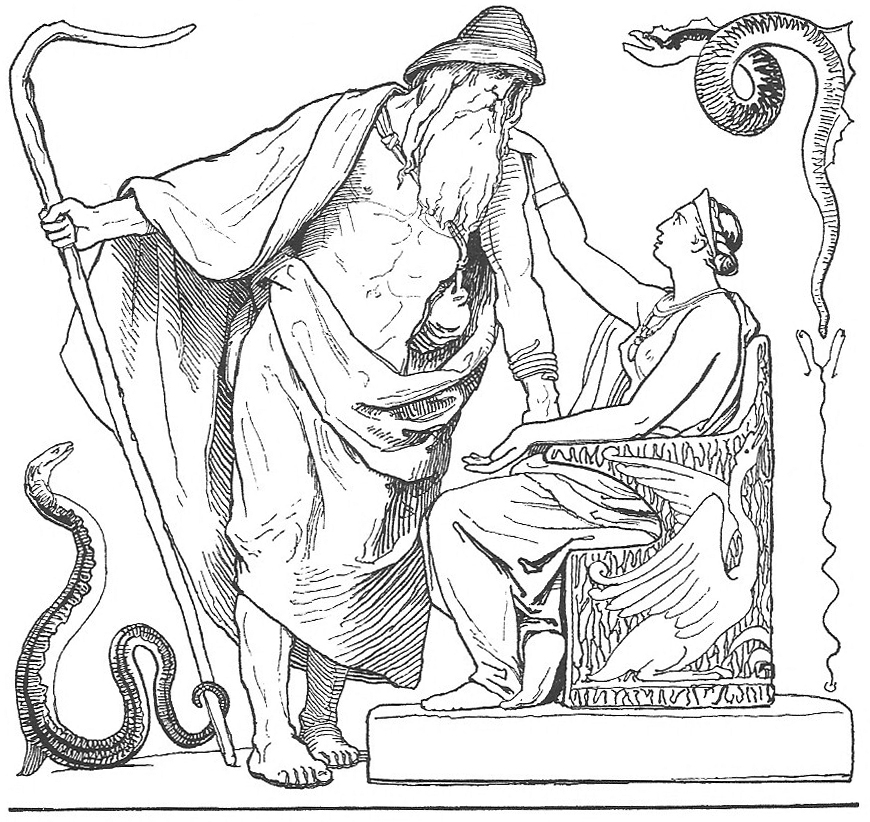
Odin en Frigg
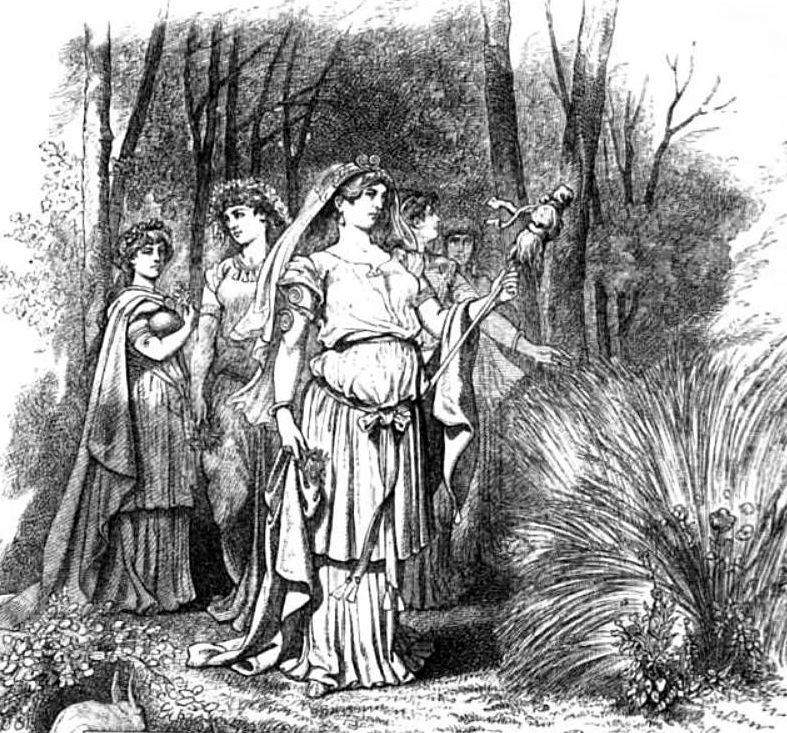
Frigg als Ostara
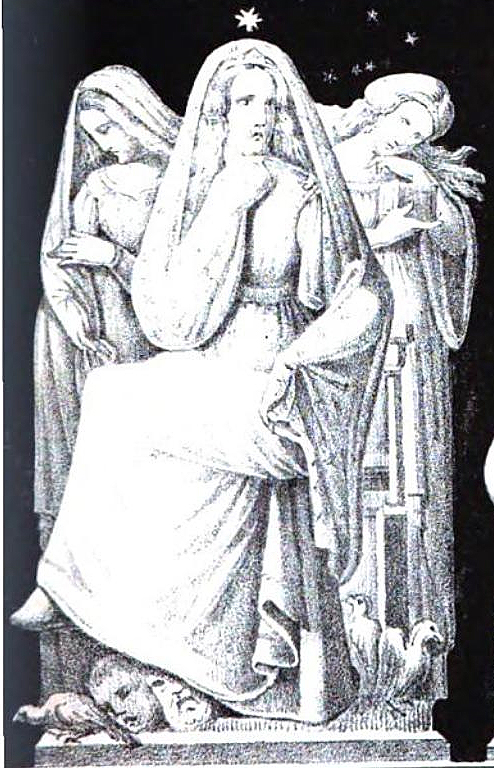
Frigg (triade), 1832